# Cuca (football, 1963)
Pour les articles homonymes, voir Cuca.
Alexi Stival, plus connu sous le nom de Cuca, est un footballeur brésilien, aujourd'hui entraîneur, né le 7 juin 1963 à Curitiba.

## Biographie

### Joueur
Son passage le plus marquant dans sa carrière de joueur a lieu au Grêmio Porto Alegre entre 1987 et 1990.

### Entraîneur
Depuis 1998, il est l’entraîneur de très nombreuses équipes brésiliennes.
Le 5 mars 2021, il est nommé entraîneur du Atlético Mineiro
.Le 5 mars 2021